# Loch Linnhe

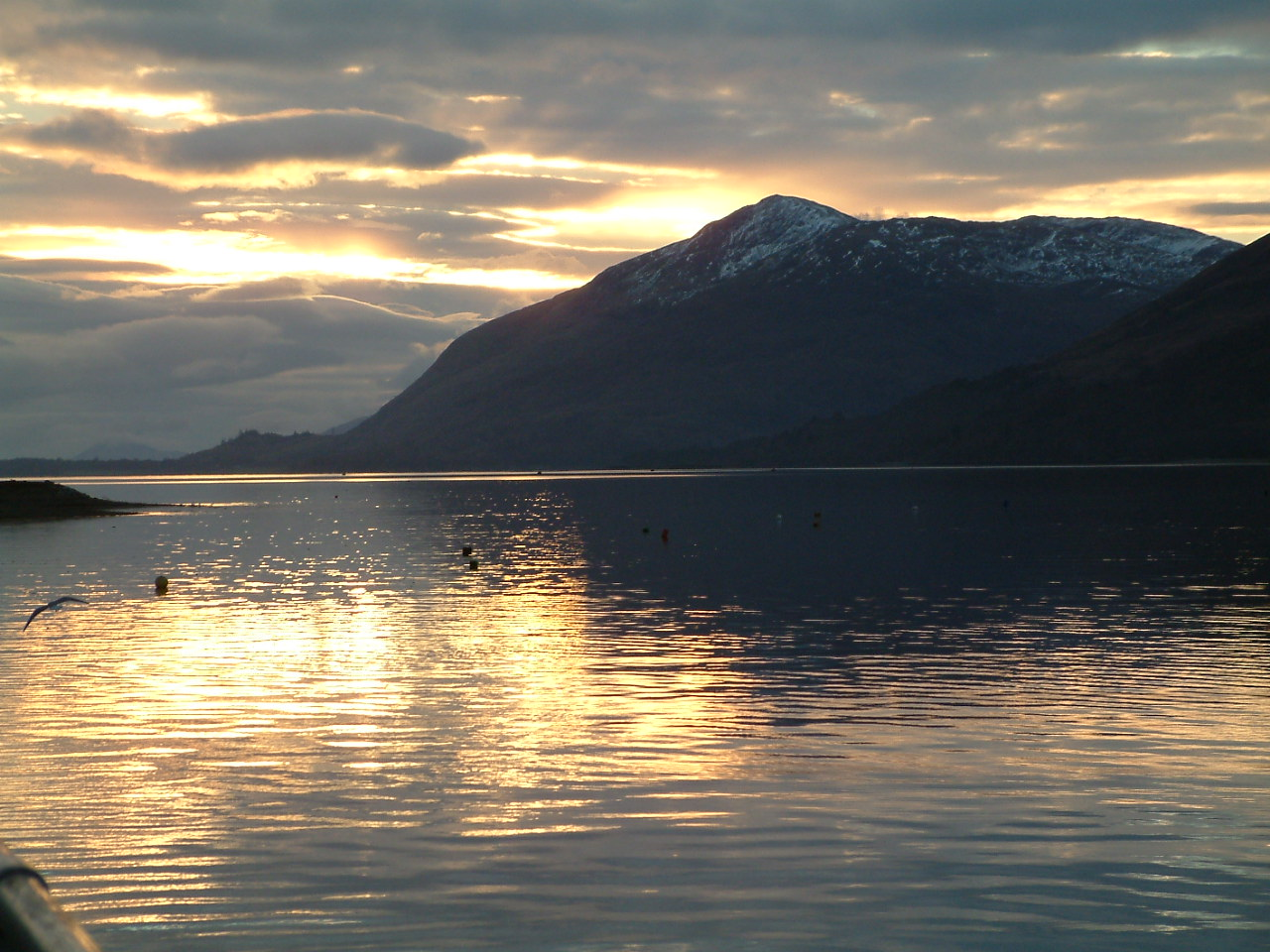
Loch Linnhe - pohled od Fort William

Loch Linnhe (skotskou gaelštinou An Linne Dhubh nad Corranem a An Linne Sheileach pod Corranem) je skotský záliv sahající od ostrova Mull k městu Fort William. Záliv má celkovou délku asi 36 kilometrů je v něm několik ostrůvků a je propojeno se zálivem Firth of Lorn. Na severu do něho ústí Kaledonský kanál.